# Campanula balfourii
Campanula balfourii es una especie de plantas con flores de la familia de las campanuláceas. Es originaria de Yemen en Socotora.  Su hábitat natural son los bosques secos subtropicales o tropicales. 

## Hábitat y ecología
Se encuentra en los claros en el bosque semi-caducifolio a una altitud de 500 a 750 metros. Esta delicada planta anual con sus pequeñas flores en forma de campana aparece poco después de la lluvia, pero rápidamente muere de nuevo  en la estación seca. 

## Taxonomía
Campanula balfourii fue descrita por J.Wagner & Vierh. y publicado en Oesterreichische Botanische Zeitschrift lvi. 301. 1906.
Etimología
Campanula: nombre genérico diminutivo del término latíno campana, que significa "pequeña campana", aludiendo a la forma de las flores.
 balfourii: epíteto otorgado en honor de John Hutton Balfour, (1808 - 1884)  médico, botánico y briólogo escocés.
Sinonimia
- Campanula dichtoma sensu Balf.f. non L.